# Liza Lim
Liza Lim AM (* 30. August 1966 in Perth) ist eine australische Komponistin.

## Leben
Liza Lim wurde als Kind chinesischer Eltern im australischen Perth geboren und wuchs in Brunei auf. 1978 kehrte sie nach Australien zurück. Sie studierte Philosophie in Queensland und Komposition bei Riccardo Formosa in Melbourne und bei Ton de Leeuw in Amsterdam.
Ihre Kompositionsweise zeichnet sich durch die Verknüpfung verschiedener kultureller Einflüsse aus. So kombiniert sie die Ästhetik der zeitgenössischen abendländischen Musik mit chinesischen, japanischen und koreanischen Einflüssen und der Klangwelt der australischen Ureinwohner.
Liza Lim schrieb Auftragskompositionen für das Arditti Quartett, das Symphonieorchester des Bayerischen Rundfunks, das BBC Symphony Orchestra, das SWR Sinfonieorchester Baden-Baden und Freiburg, das Sydney Symphony Orchestra, das Ensemble intercontemporain, Ensemble Modern und das ensemble für neue musik zürich. Zur Eröffnung der von Frank Gehry entworfenen Walt Disney Concert Hall in Los Angeles 2004 komponierte sie das Orchesterwerk Ecstatic Architecture für das Los Angeles Philharmonic. Weitere Werke von Liza Lim wurden bei den Salzburger Festspielen, beim Lucerne Festival, bei MaerzMusik und bei den Weltmusiktagen der Internationalen Gesellschaft für Neue Musik ISCM aufgeführt oder uraufgeführt. Als Gast des Berliner Künstlerprogramm des DAAD schrieb sie 2007 und 2008 ihre dritte Oper The Navigator, die 2008 in Melbourne uraufgeführt wurde. Es folgten Aufführungen in Brisbane, Adelaide, Tokyo, Moskau, Paris, Zürich und Berlin.
2008 wurde Liza Lim Professorin für Komposition an der University of Huddersfield in Großbritannien. Zuvor hatte sie als Dozentin in Darmstadt, an der University of California San Diego & Berkeley, der Cornell University, der Universität Melbourne und am Getty Research Institute in Los Angeles gelehrt. Seit 2017 lehrt sie als Professorin für Komposition am Sydney Conservatorium of Music.

## Auszeichnungen und Stipendien
- Paul Lowin Prize 2004
- Fromm Foundation Award 2004
- Ian Potter Foundation 2007
- Australia Council Senior Composer Fellowships
- Gast des Berliner DAAD-Künstlerprogramms 2007/2008[4]
- Don Banks Music Award 2018
- Happy New Ears Preis für Komposition 2022[8]
- Stipendiatin des Wissenschaftskollegs zu Berlin 2021/2022
- Member des Order of Australia, 2023[9]

## Kompositionen (Auswahl)

### Bühnenwerke
- Atlas of the Sky (2018)
- Tree of Codes (2016)
- The Navigator (2008)
- Yuè Lìng Jié (Moon Spirit Feasting) (1997–99)
- The Oresteia  (1991–93)

### Orchesterwerke
- World as Lover, World as Self (2021) für Klavier und Orchester
- The Guest (2010) für Orchester und Solo-Blockflöte
- Pearl, Ochre, Hair String (2010) für großes Orchester
- The Compass (2005–06) für großes Orchester, Soloflöte und Didgeridoo
- Immer fliessender (2004) für großes Orchester
- Ecstatic Architecture (2001–02) für großes Orchester

### Ensemblewerke
- Extinction Events and Dawn Chorus (2018)[10]
- Winding Bodies: 3 Knots (2014)
- Tongue of the Invisible (2010–11) für improvisierenden Pianisten, Bariton und 16 Musiker. Text: Jonathan Holmes (nach Gedichten des Sufi-Dichters Hafis)
- City of Falling Angels (2007)
- Mother Tongue (2005) für Sopran und 15 Instrumente[11]
- Li Shang yin (1993) für Koloratursopran und 15 Instrumente

### Kammermusik
- The Weaver’s Knot (2013) für Streichquartett
- Ochred String (2007) für Oboe, 2 Violen und Cello
- In the Shadow's Light (2004) für Streichquartett
- Ming Qi (Bright Vessel) (2000) für Oboe und Schlagzeug
- Burning House (1995) für Koto und Stimme